# Tét
Tét  este un oraș în districtul Tét, județul Győr-Moson-Sopron, Ungaria, având o populație de 3.970 de locuitori (2011). 

## Demografie
Componența etnică a orașului Tét
     Maghiari (96,01%)
     Romi (2,42%)
     Necunoscut (0,49%)
     Alții (1,09%)
Componența confesională a orașului Tét
     Romano-catolici (41,01%)
     Luterani (27,23%)
     Fără religie (3,88%)
     Reformați (2,42%)
     Necunoscută (25,09%)
     Alte religii (1,46%)
Conform recensământului din 2011, orașul Tét avea 3.970 de locuitori. Din punct de vedere etnic, majoritatea locuitorilor (96,01%) erau maghiari, cu o minoritate de romi (2,42%). Apartenența etnică nu este cunoscută în cazul a 0,49% din locuitori. Nu există o religie majoritară, locuitorii fiind romano-catolici (41,01%), luterani (27,23%), persoane fără religie (3,88%) și reformați (2,42%). Pentru 25,09% din locuitori nu este cunoscută apartenența confesională.